# Železniční trať Mugalsaráj–Kánpur

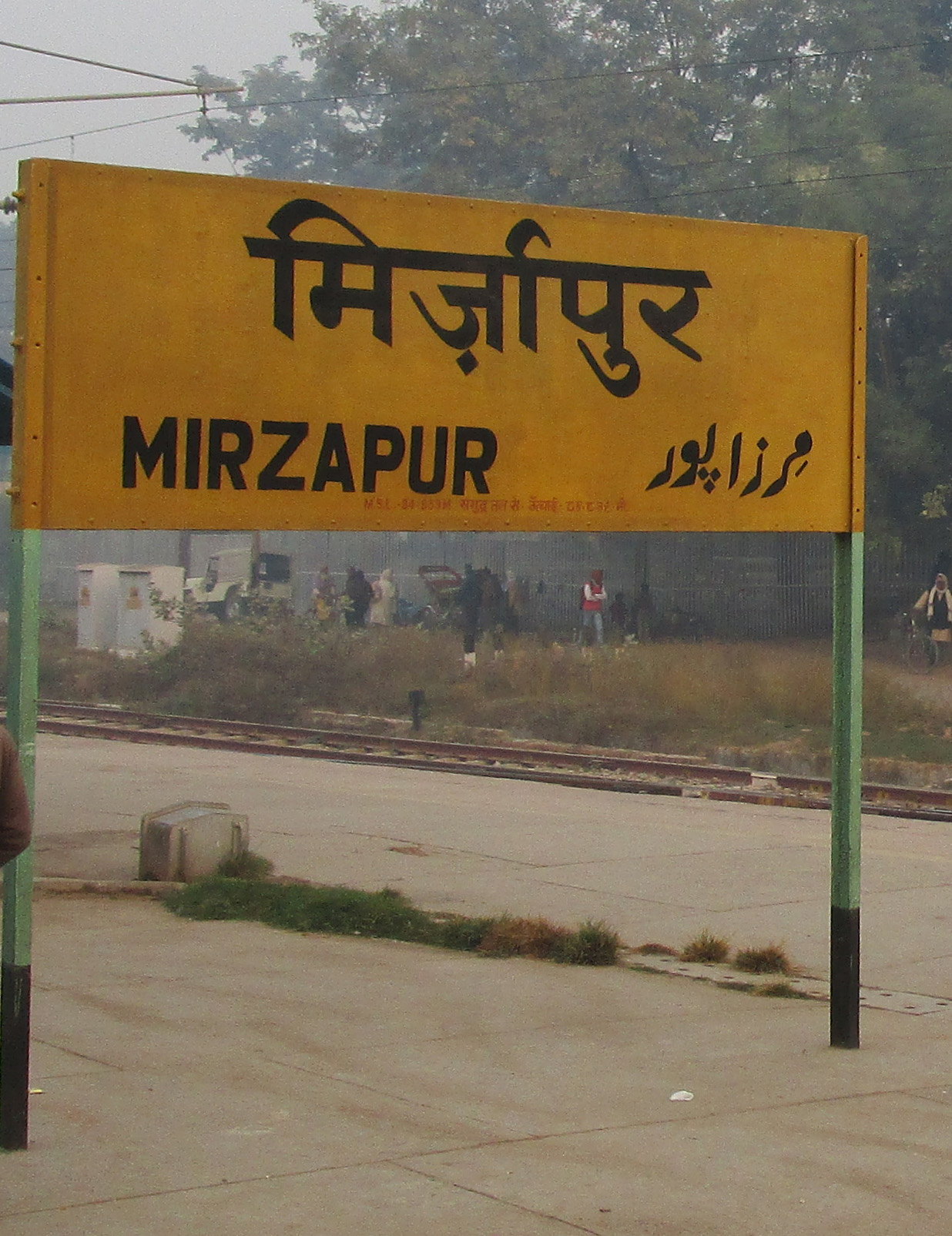
Označení stanice Mirzapúr.

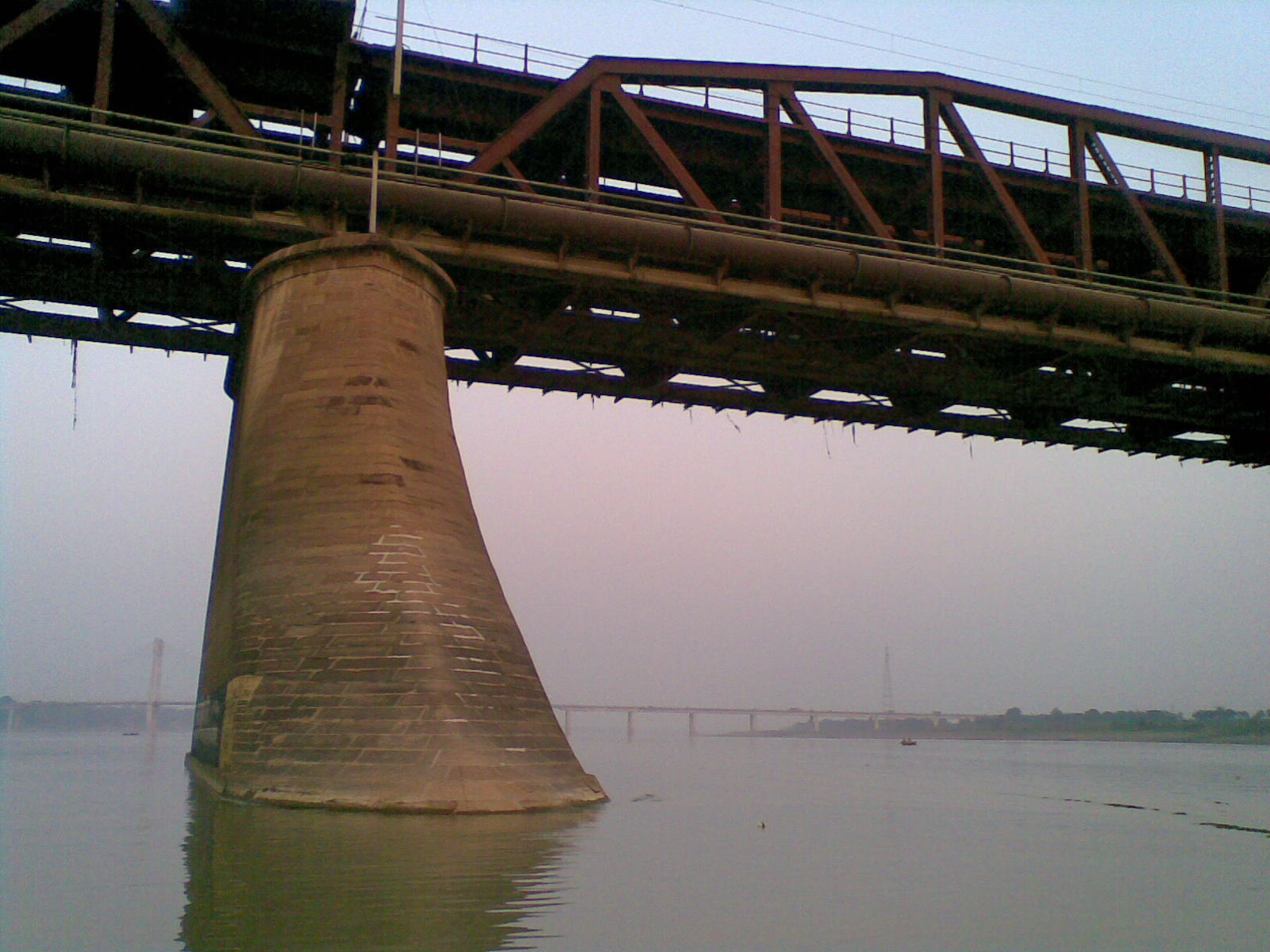
Železniční most přes řeku Jamunu ve městě Prajágrádž.

Železniční trať Mugalsaráj–Kánpur (anglicky oficiálně Pandit Deen Dayal Upadhyaya Nagar–Kanpur section) je železniční trať v severní Indii. Dvoukolejná elektrifikovaná trať o délce 346 km zajišťuje dopravní spojení pro města Kánpur, Fatehpur, Prajágrádž a Mugalsaráj. Administrativně je součástí North Central Railway. Je to jedna z páteřních tratí indické železniční sítě, z dálkového hlediska napojuje železniční uzel Patna ve východní Indii s hlavními centry státu Uttarpradéš.

## Trasa
Trať je vedena v rovinaté krajině jižně od řeky Gangy. Mezi městy Prajágrádž (dříve Illáhabád) a Naini překonává řeku Jamunu po mostě Old Naini Bridge. Na trati se nachází minimální množství zatáček a nejsou zde žádné tunely.
Cestovní rychlost na této trati dosahuje 130 km/h, trať je navržená a klasifikovaná na rychlost až 160 km/h.
V trase této trati je vedena silnice č. NH35.

## Historie
V polovině 19. století zahájila Východoindická železniční společnost (anglicky East Indian Railway Company) přípravy na výstavbu nové trati, která by spojovala Dillí s městem Haurá u dnešní hranice s Bangladéší. Budována byla po částech. První vlak z Illáhábádu do Kánpuru přijel v roce 1859. V následujícím desetiletí byly zbudovány další úseky. Poslední zprovozněný byl most přes řeku Jamunu v roce 1866. Do té doby zde několik let byly vlaky převáženy přívozem. Od té doby byla trať kompletní.
Vzhledem k elektrifikaci indické železniční sítě bylo nezbytné vybudovat trakční vedení i nad touto tratí. Význam úseku Mugalsaráj–Kánpur v osobní dopravě zvyšuje skutečnost, že města Prajágrádž a nedaleké Varanásí jsou města poutní a v určitých sezonách je značný nápor na trať; v dopravě nákladní je to potom přeprava např. uhlí do nedalekých elektráren. V roce 1964 byly práce na elektrifikaci zahájeny. V následujícím roce bylo trakční vedení zbudováno na nádraží v Mughalsaráji a na jižní části trati až do obce Dagmagpur. O tři roky později byly práce hotové na celé trati až do Kánpúru.
V roce 2020 byla v souvislosti s incidentem v údolí Galwan přerušena spolupráce s čínskou společností, která na trati od roku 2016 renovovala signalizační zařízení. V roce 2019 bylo také rozhodnuto těžce vytížené trati odlehčit výstavbou třetí koleje v úseku Prajágrádž–Mugalsaráj o celkové délce 150 km.